# Monchiet
Monchiet là một xã trong tỉnh Pas-de-Calais, vùng Hauts-de-France, Pháp.
Monchiet có cự ly 8 dặm (13 km) về phía tây ban Arras, trên đường D34.

## Dân số
| 1962                                                              | 1968 | 1975 | 1982 | 1990 | 1999 | 2006 |
| ----------------------------------------------------------------- | ---- | ---- | ---- | ---- | ---- | ---- |
| 85                                                                | 100  | 101  | 90   | 83   | 84   | 98   |
| Số liệu điều tra dân số tính từ năm 1962, dân số chỉ tính một lần |      |      |      |      |      |      |